# Monumento a Lessing
Il monumento a Lessing si trova sulla Lennéstraße, nell'estremo sud-est del Großer Tiergarten a Berlino-Tiergarten. L'insieme della statua e del basamento con fontane, rilievi e figure allegoriche in bronzo è alto sette metri.

## Storia
Nel 1863 il magistrato di Berlino decise di onorare tre celebrità della vita intellettuale tedesca, Friedrich Schiller, Johann Wolfgang von Goethe e Gotthold Ephraim Lessing, con un memoriale comune. Questo progetto non andò a buon fine ma vennero realizzati un monumento a Schiller sul Gendarmenmarkt, progettato da Reinhold Begas, tra il 1868 e il 1871, e un monumento a Goethe di Fritz Schaper, nel 1880 nel Großer Tiergarten.
Nel 1886, un comitato guidato da Carl Robert Lessing lanciò un concorso per un monumento a Lessing; l'iniziatore era un pronipote del poeta e principale proprietario della Vossische Zeitung, per la quale il suo antenato aveva scritto dal 1751 al 1755. Al concorso parteciparono 27 artisti. Otto Lessing, nipote del presidente del comitato e scultore di successo, fu incaricato, ma dovette prima cambiare il suo progetto: la base sembrava troppo semplice. Su richiesta del Kaiser Guglielmo I, che aveva valutato i bozzetti, fu invece omessa la figura di una sfinge sul retro della base. L'esecuzione del monumento durò dal 1887 al 1890 e il 14 ottobre 1890 avvenne l'inaugurazione. In questo contesto, Otto Lessing ricevette il titolo di professore.

## Descrizione

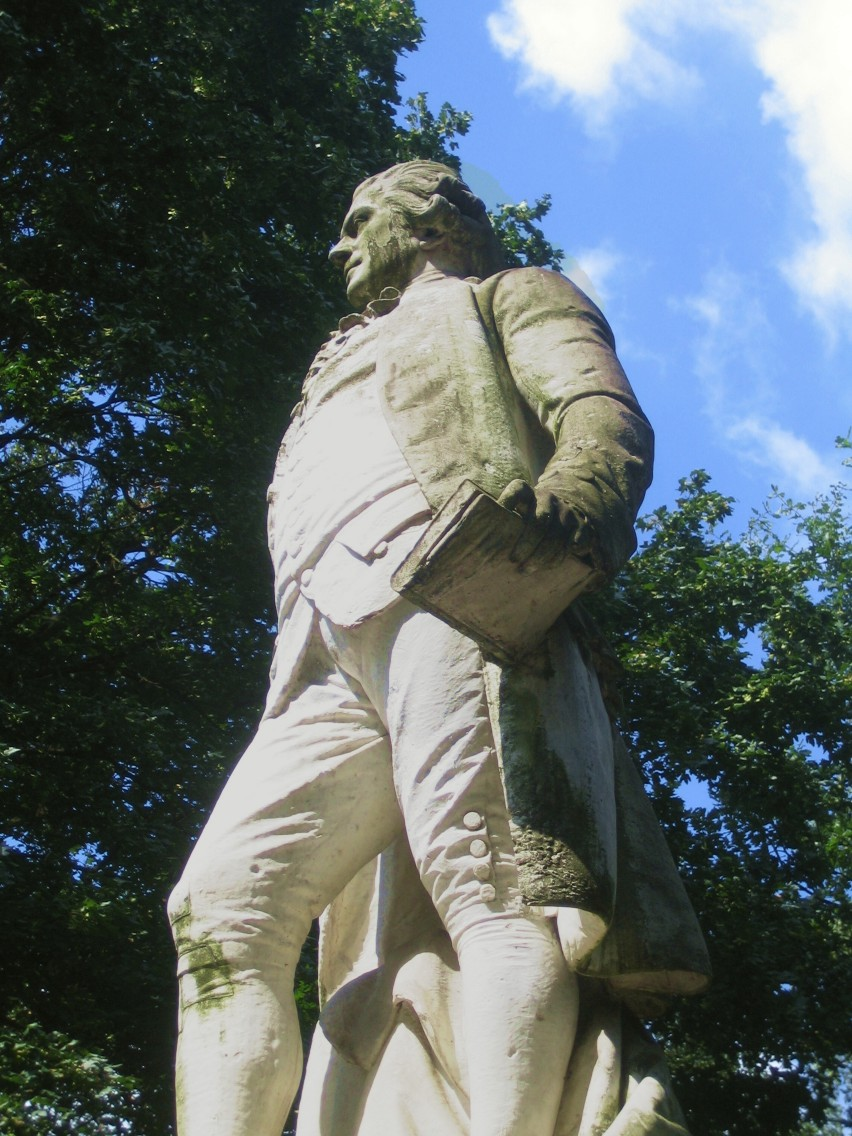
Vista laterale della statua

La statua in marmo bianco del poeta è alta tre metri. Il piedistallo in granito grigio e la base in granito rossastro raggiungono un'altezza di quattro metri. Le sculture e le iscrizioni sulla base sono in bronzo. Nella parte centrale della base sono visibili quattro cartigli incorniciati asimmetricamente: sulla parte anteriore del monumento il nome Gotthold Ephraim Lessing, sugli altri rilievi delle teste di Moses Mendelssohn, Ewald Christian von Kleist e Friedrich Nicolai. Questi tre, il filosofo, il poeta e lo scrittore ed editore, erano amici e alleati intellettuali di Lessing.
Sul fronte e sul retro, sotto i cartigli, si notano figure allegoriche interamente scolpite con aggiunte simboliche: nel fronte sotto la targa la figura di un giovane come genio dell'umanità con una ciotola sacrificale fiammeggiante, un'arpa e una corona d'alloro, più un'iscrizione con le frasi essenziali della parabola dell'anello dall'opera teatrale di Lessing Nathan il saggio; corrispondentemente, sul rovescio, l'allegoria della Critica rappresentata da un ragazzo alato che brandisce un flagello, circondato da libri, pergamene e pelle di leone, e accompagnato da un gufo, simbolo di saggezza. A sinistra e a destra del monumento c'erano teste di delfino in bronzo disegnate come grottesche e gargoyle sopra un piccolo bacino di fontana.

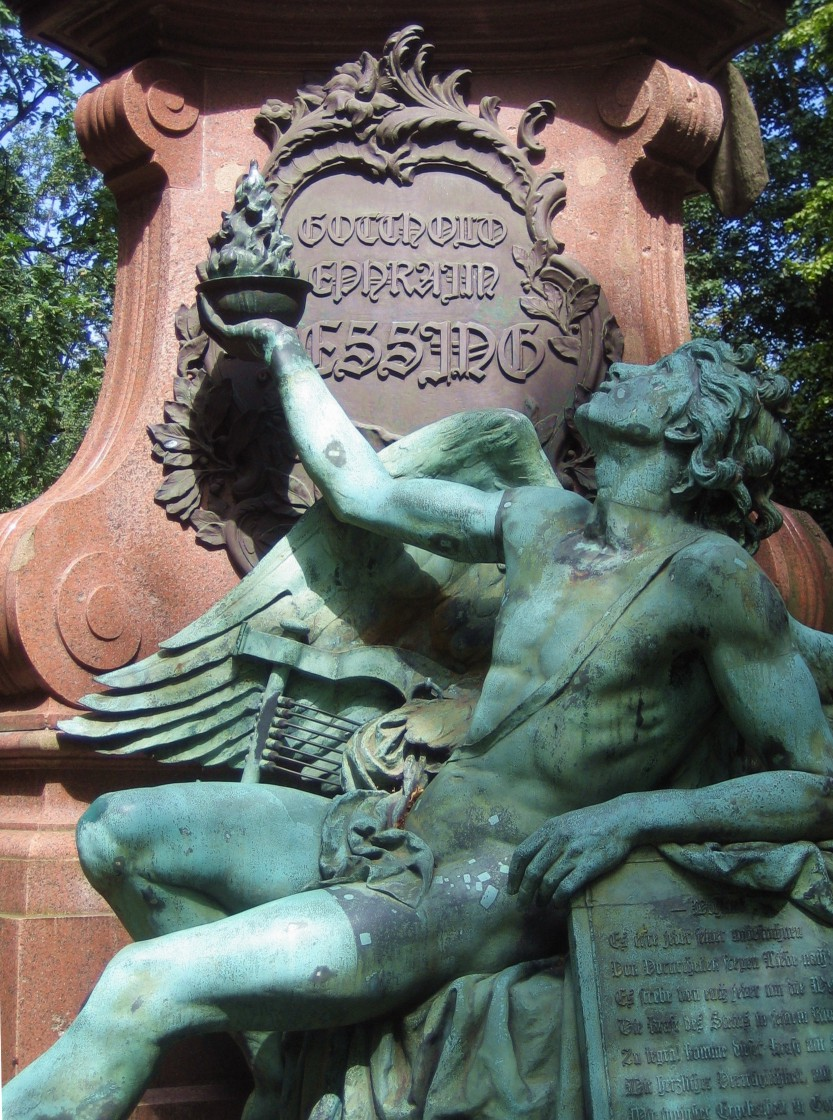
Genio dell'umanità
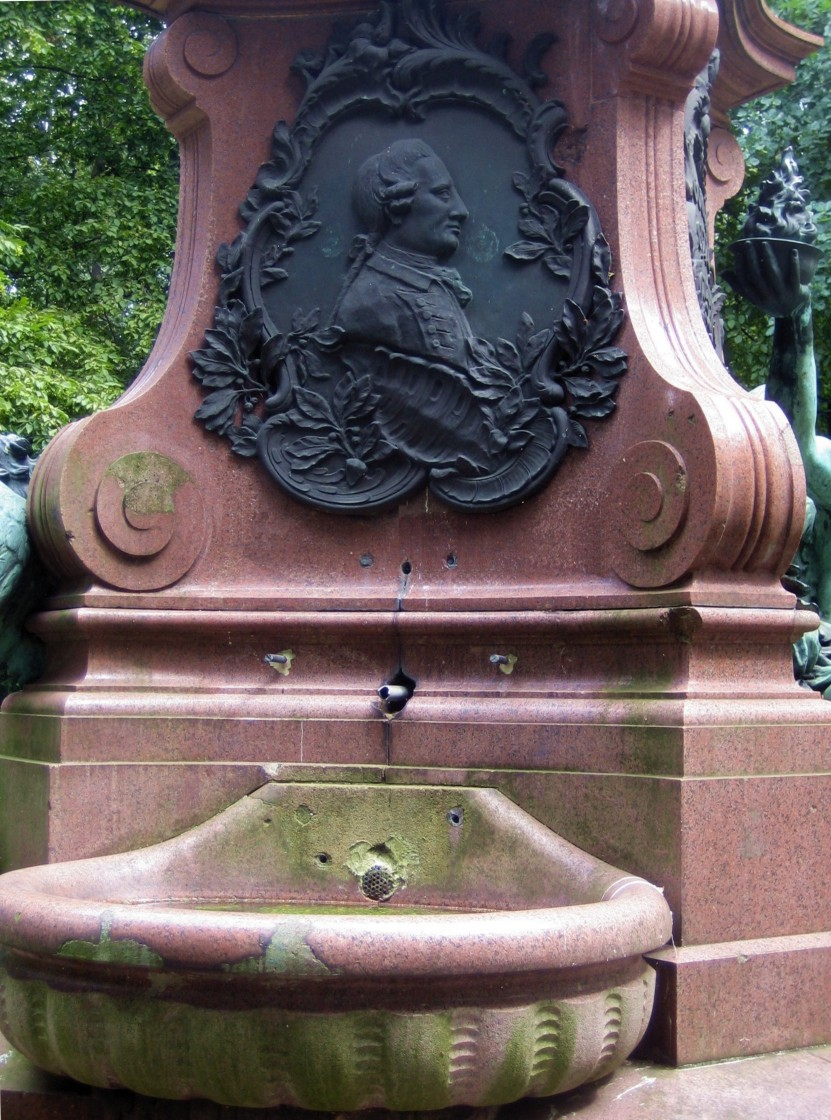
Lato sinistro con un rilievo di Ewald von Kleist e una fontana
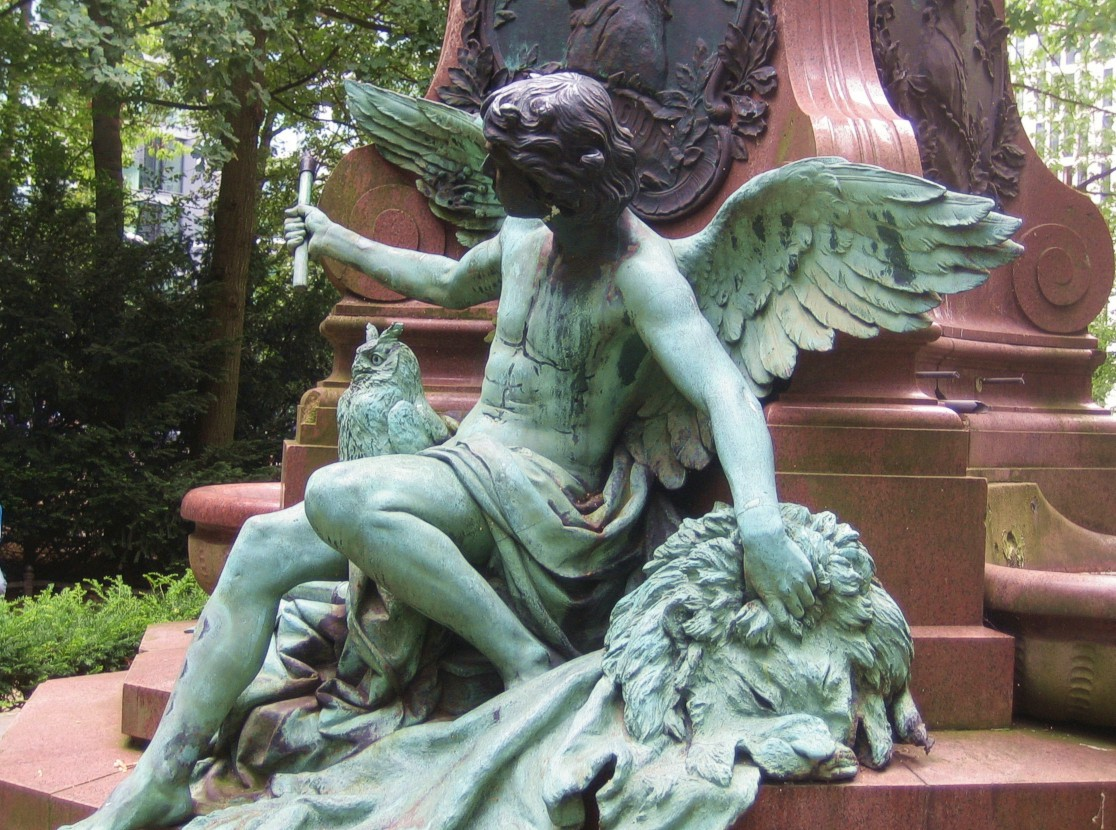
Allegoria della critica

## Vandalismi
Nel corso degli anni il monumento ha subito più volte furti e atti vandalici. Nel 1923 la coda, in bronzo, del leone sul rovescio fu trafugata e successivamente restaurata. Durante la seconda guerra mondiale, gli accessori in ghisa, grate ornamentali, panche e vasi di fiori, furono rimossi e molto probabilmente fusi. I rilievi del ritratto e i gargoyle scomparvero dopo la fine della guerra. Dopo il 1961, la struttura si trovava proprio accanto al Muro di Berlino; le restanti parti in bronzo furono conservate in un deposito e sopravvissero per decenni fino alla caduta del muro.
Nel 1987, in occasione del 750º anniversario di Berlino, e nel 1991/1992, il memoriale è stato completamente rinnovato e ampliato e la piazza nella quale è ubicato è stata riportata alla sua forma storica. Ma anche dopo ci sono stati altri furti: i nuovi gargoyle sono andati perduti, così come il flagello della critica. La statua del poeta e le figure in bronzo sul plinto sono state più volte deturpate da imbrattamenti di pittura